# Hwigyeong-dong
Hwigyeong-dong là một phường, dong của Dongdaemun-gu ở Seoul, Hàn Quốc.

## Liên kết
- Bản đồ Dongdaemun-gu